# Robert Müller (Politiker, 1868)
Karl Robert Müller (* 29. November 1868 in Lengenfeld (Vogtland); † 2. Januar 1948 in Grimma) war ein sozialdemokratischer Politiker, sächsischer Landtagsabgeordneter und Amtshauptmann der Amtshauptmannschaften Zwickau und Chemnitz.

## Leben
Nach dem Besuch der Volks- und Gewerbeschule und einer Lehre als Buchdrucker ging Müller auf Wanderschaft in Deutschland, Österreich und der Schweiz. Ab November 1893 arbeitete er in seinem Beruf bei der sozialdemokratischen Parteidruckerei in Zwickau. Daneben war er von 1896 bis 1905 ehrenamtlicher Vorsitzender der Filiale Zwickau des Brauereiarbeiterverbandes. Von 1904 bis 1917 arbeitete er als Redakteur beim Sächsischen Volksblatt in Zwickau und war dort zugleich von 1912 bis 1924 Stadtverordneter. Von 1918 bis 1923 war er als Geschäftsführer der Zwickauer Filiale des Deutschen Eisenbahner-Verbandes tätig.
In der SPD war Müller seit 1900 Vorsitzender des Sozialdemokratischen Vereins für den 18. Reichstagswahlkreis, von 1907 bis 1912 Vorsitzender des SPD-Bezirksvorstands Zwickau und von 1912 bis 1923 Vorsitzender der SPD in der Stadt Zwickau.
Von 1909 bis 1918 vertrat Müller den 40. ländlichen Wahlkreis in der Zweiten Kammer des Sächsischen Landtags. In den Jahren 1919/20 war er Mitglied der Sächsischen Volkskammer und dort Sekretär (Schriftführer) der SPD-Fraktion.
Von November 1923 bis 1932 war Müller Amtshauptmann der Amtshauptmannschaft Zwickau und von 1932 bis 1933 Amtshauptmann in Chemnitz. Nach der „Machtergreifung“ der NSDAP wurde er zunächst in den einstweiligen Ruhestand versetzt und dann entlassen. Über sein Leben nach 1933 ist nichts bekannt.